# Ginerica
Ginerica – wieś w Rumunii, w okręgu Vâlcea, w gminie Nicolae Bălcescu. W 2011 roku liczyła 26 
mieszkańców.